# Taichi Katō
Taichi Katō (jap. 加藤 大智 Katō Taichi, Kato Taichi; * 14. April 1997) ist ein japanischer Fußballspieler.

## Karriere
Taichi Katō erlernte das Fußballspielen in der Jugendmannschaft von Nagoya Grampus sowie in der Universitätsmannschaft der Meiji-Universität. Seinen ersten Vertrag unterschrieb er 2020 beim Ehime FC. Der Verein aus Matsuyama spielte in der zweiten japanischen Liga, der J2 League. Sein Zweitligadebüt gab er am 5. September 2020 im Auswärtsspiel gegen Tokyo Verdy. Hier stand der Torwart in der Startelf und spielte die kompletten 90 Minuten. Ende März 2021 wurde er an den Erstligisten Gamba Osaka ausgeliehen. Nach Ende der Ausleihe wurde er am 1. Februar 2022 von Gamba fest unter Vertrag genommen.